# منقذو مقاطعة لوس انجلوس

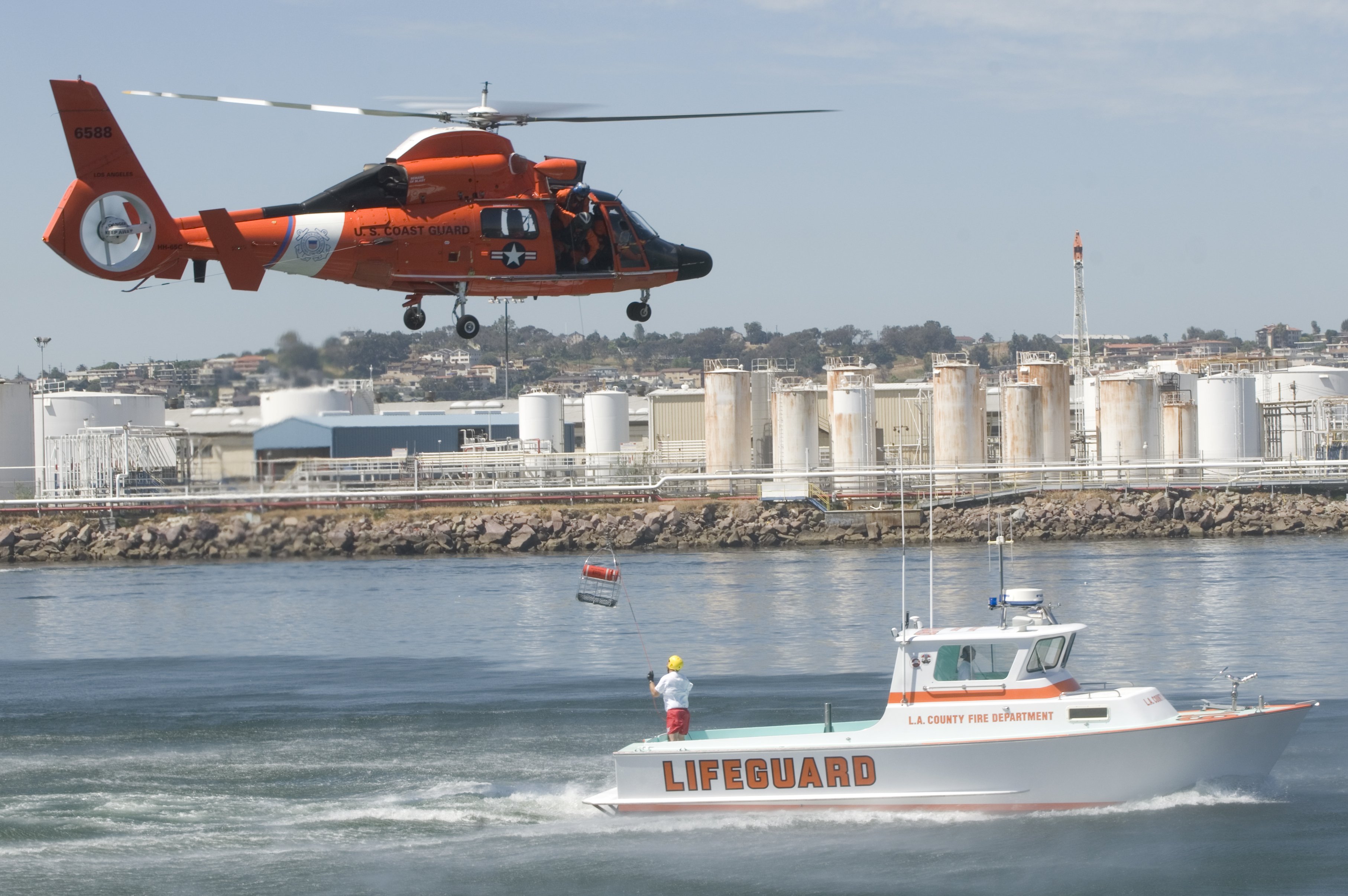
منقذو مقاطعة لوس انجلوس

شرطة مقاطعة لوس أنجلوس هي قسم من إدارة الإطفاء في مقاطعة لوس أنجلوس. وتحمي عمليات الإنقاذ 31 ميلا (50 كيلومترا) من الشاطئ و 72 ميلا (116 كيلومترا) من الساحل، من سان بيدرو في الجنوب، إلى ماليبو في الشمال.
خدمت خدمة منقذي مقاطعة لوس انجلوس كنموذج للمسلسل التلفزيوني الناجح غريغوري (باي ووتش) بونان.
كما يوفر المنقذون خدمات مكافحة الحرائق البحرية، والمسعفين، وقوارب الإطفاء إلى جزيرة كاتالينا، مع عمليات من أفالون والبرزخ. تعمل خدمات قوارب الإطفاء اليومية الأخرى من ميناء لوس أنجلوس (باي واتش كابريلو) وكينغ هاربور (باي واتش ريدوندو) ومارينا ديل ري (باي واتش ديل ري وباي واتش سانتا مونيكا) وماليبو بيير (باي واتش ماليبو)..
منقذي قسم الإطفاء في مقاطعة لوس أنجلوس هي أكبر خدمة انقاذ محترفة في العالم. بدخول عام 2018، وظفت خدمة منقذي مقاطعة لوس أنجلوس 177 منقذًا على مدار السنة (رؤساء ونقباء وأخصائيو منقذي المحيطات) وأكثر من 650 منقذًا موسميًا (متكررين). تعمل من أربعة مقرات للقطاعات، وتقع في هيرموسا، سانتا مونيكا، مارينا ديل ري وشاطئ زوما. وتعمل في كل من هذه المقار وحدة استجابة تعمل على مدار الساعة، وهي جزء من نظام رقم الطوارئ 911
بالإضافة إلى توفيرفرقة مكافحة الحرائق البحرية، ويوجد أيضا لدى منقذي مقاطعة لوس أنجلوس تدريب متخصص لعمليات قوارب الإطفاء
قبل 1 يوليو 1994، كان منقذو مقاطعة لوس أنجلوس جزءًا من إدارة الشواطئ والمرافئ.
منقذو مقاطعة لوس انجلوس
انتبه للمياه، ابقى في ترتيب، افعل الشيء الصحيح
نظرة عامة عن الوكالة
تاريخ المنشأ: 1914
عدد الموظفين: 782 منقذا
طاقم العمل: متكرر وصاحب مهنة
مستوى (أي ام اس): (بي ال اس) و (ايه ال اس)
المرافق والمعدات:
محطات: 4 مقرات للقسم، 15 محطة فرعية، 160 برج
الزوارق المخصصة للحرائق: 10 زوارق
www.fire.lacounty.gov الموقع الإلكتروني:
المركبات الموظفة:
- Ford Escape Hybrid (2008–2014)
- Ford Ranger (1994–2002)
- Ford Expedition
- Ford F350 SuperDuty
- Nissan Frontier (2003–2008)
- Toyota Tacoma (2015–present)
- Toyota Tundra (2015–present)
- Toyota Sequoia (2015-present)

الفئات التالية من ملابس الإنقاذ تتوفر بكميات كافية لتجهز سنوياً بالكامل 760 منقذ ذكر و136 منقذة إناث، ويمكن أن تتغير الأرقام كل سنة بالاتفاق على أساس تكوين القوى العاملة في ذلك الوقت في العمل، كما أمرت بها المقاطعة بما في ذلك ما يلي:
·       قمصان بولو قصيرة الاكمام وطويلة الاكمام
·       سراويل سباحة طائرة
·       سراويل للوح
·       ملابس نسائية من قطعة واحدة وقطعتين
·       صوف صغير مع نصف تقصير
·       سراويل مضادة للرياح
·       قبعات بيسبول وقبعات متماسكة وقبعات مرنة
·       سترات ريح خفيفة الوزن
·       سترات ثقيلة الوزن
·       منقذين اضافيين
الشارات والعلامات:
يرتدي معظم المنقذين شارة إدارية تتكون من درع يعلوه دب، وهي معدن بلون الفضة. تظهر الكلمات «مقاطعة لوس أنجلوس» على شريط على قمة الشارة تحت الدب مباشرةً، متبوعة بشرائط تحمل عبارة «إدارة الإطفاء» تظهر فوق ختم المقاطعة. عنوان موقع الشخص مدرج على شريط يوضع أسفل ختم المقاطعة ويظهر الرقم التسلسلي للشارة في أسفل الشارة أسفل عنوان المنصب. قد تظهر أيضًا الكلمات «منقذ متخصص للمحيط» و«منقذ المحيط» و«كابتن» و«الرئيس» على وجه الشارات الصادرة للموظفين أو الموظفين المتقاعدين الذين أذن لهم قسم الإطفاء ومجلس المشرفين بحمل هذه الشارات.
علامات الكتف:
يرتدي منقذو مقاطعة لوس انجلوس علامة على الأكمام اليسرى التي تقول «مقاطعة لوس انجليس قسم النار». المنقذون المرخص لهم كمسعفين يرتدون رقعة مماثلة تحددهم على هذا النحو.
مركبات المنقذين:
يتم تعيين جميع شاحنات تويوتا تاكوما حاليًا على شاطئ مقطعي في مقاطعة لوس أنجلوس منذ نشر سيارتها الجديدة منذ عام 2015.